# Cisticola chubbi
El cistícola de Chubb (Cisticola chubbi) es una especie de ave paseriforme de la familia Cisticolidae propia de las montañas de África ecuatorial.

## Descripción
Es un pájaro pequeño de cola escalonada y relativamente larga. El plumaje de sus partes superiores es pardo grisáceo, salvo la parte superior de la cabeza (píleo, frente y nuca) que es de color castaño rojizo. Sus partes inferiores son de color gris claro, a excepción de su garganta y parte superior del pecho que son blancos.

## Distribución y hábitat
Se encuentra distribuido en poblaciones disjuntas en las montañas entre Camerún y Nigeria y en las montañas del norte de la región de los Grandes Lagos.

## Taxonomía
Fue descrito científicamente en 1892 por el ornitólogo inglés Richard Bowdler Sharpe.
Se reconocen cuatro subespecies:
- C. c. adametzi Reichenow, 1910 – se encuentra en las montañas que hay entre el sudeste de Nigeria y suroeste de Camerún;
- C. c. discolor Sjöstedt, 1893 – Localizado en el monte Camerúnn  (suroeste de Camerún);
- C. c. chubbi Sharpe, 1892 – se encuentra del este de la República Democrática del Congo al oeste de Kenia;
- C. c. marungensis Chapin, 1932 – localizada en la meseta Marungu  (sudeste de la RD del Congo).